# Gary Payton II
Gary Dwayne Payton II (1 de dezembro de 1992) é um jogador de basquete norte-americano que atualmente joga no Golden State Warriors da National Basketball Association (NBA).
Ele jogou basquete universitário em Oregon State. Ele ganhou seu primeiro título da NBA com os Warriors em 2022.
Ele é filho do Hall da Fama da NBA, Gary Payton. Ele às vezes é chamado de "Young Glove" em referência ao apelido de seu pai, "The Glove".

## Carreira no ensino médio
Payton nasceu em Seattle, Washington, enquanto seu pai Gary Payton, jogava no Seattle Supersonics. Ele estudou na Escola Spring Valley, onde ele jogou basquete durante dois anos e um ano de natação antes de se formar em 2011.

## Carreira universitária

### Salt Lake Bruins
Payton jogou duas temporadas no Salt Lake Community College em Salt Lake City, Utah. Ele teve médias de 9,4 pontos, 6.2 rebotes, 3,7 assistências e 1,9 roubos de bola como calouro e levou seu time para um recorde de 29-5 e ganhou o título regional. Payton foi escolhido para o Primeiro Time da ESCA.
Em seu segundo ano, ele teve médias de 14,1 pontos, 7.9 rebotes, 3,8 assistências e 1,9 roubos de bola, o que lhe valeu a escolha para a Segunda Equipe do NJCAA e MVP do torneio regional. A sua equipe terminou com um recorde de 27-7 e ganhou o seu segundo título consecutivo do campeonato regional.

### Oregon State Beavers
Durante a segunda temporada de Payton em Salt Lake, ele assinou uma carta de intenção para jogar em Oregon State com o treinador Craig Robinson. Robinson foi demitido antes do início da temporada de 2014-15 e foi substituído pelo treinador da Universidade de Montana, Wayne Tinkle. 
Em um jogo contra Grambling State, Payton registrou 10 pontos, 12 rebotes e 10 assistências, tornando-se o segundo jogador a fazer um triplo-duplo em um jogo. Seu pai, Gary Payton, foi o primeiro jogador a fazer isso quando fez 20 pontos, 14 rebotes e 11 assistências contra a Universidade de Portland em 1988.
Em 26 de janeiro de 2015, Payton foi escolhido como o Jogador da Semana da Pac-12. Durante sua primeira temporada em Oregon State, Payton liderou seu time em várias categorias: pontuação, rebotes e roubos de bola. Em 9 de março de 2015, os treinadores da Pac-12 votaram em Payton para a Primeira-Equipe e para a Equipe Defensiva da Pac-12, além de ser nomeado o Jogador Defensivo do Ano da Pac-12.

## Carreira profissional

### Rio Grande Valley Vipers (2016–2017)
Após não ser selecionado no draft da NBA de 2016, Payton II se juntou ao Houston Rockets para a Summer League de 2016. Em 23 de setembro de 2016, ele assinou com o Rockets, mas foi dispensado em 24 de outubro após jogar em seis jogos da pré-temporada. Em 31 de outubro de 2016, ele foi adquirido pelo Rio Grande Valley Vipers da D-League como um jogador afiliado dos Rockets. Em 3 de dezembro de 2016, ele marcou 51 pontos e 11 rebotes em uma vitória de 140–125 sobre o Los Angeles D-Fenders.

### Milwaukee Bucks (2017)
Em 2 de abril de 2017, Payton II assinou com o Milwaukee Bucks. Na mesma noite, ele fez sua estreia pelos Bucks registrando cinco pontos em nove minutos em uma derrota por 109–105 para o Dallas Mavericks. Payton II foi dispensado em 14 de outubro como um dos últimos cortes do elenco da pré-temporada de 2017–18.
Em 17 de outubro de 2017, Payton II recebeu um contrato de duas vias com os Bucks e o seu afiliado da G-League, Wisconsin Herd, o que significa que ele retornaria oficialmente a Milwaukee para o início da temporada. Payton II teria seu primeiro jogo como titular na NBA em 22 de novembro de 2017, contra o Phoenix Suns, jogando como ala titular devido a lesões na equipe. 
Em 13 de dezembro, Payton II foi dispensado dos Bucks em favor de Sean Kilpatrick.

### Los Angeles Lakers (2018)
Em 15 de janeiro de 2018, o Los Angeles Lakers assinou com Payton II um contrato de duas vias. Durante o resto da temporada, ele dividiu seu tempo de jogo entre os Lakers e seu afiliado da G-League, o South Bay Lakers. No jogo final da temporada, Payton teve 25 pontos, o recorde da carreira, e 12 rebotes, o recorde da carreira, contra o Los Angeles Clippers.

### Retorno aos Vipers (2018–2019)
Em 4 de setembro de 2018, Payton assinou um contrato com o Portland Trail Blazers. Em 13 de outubro de 2018, ele foi dispensado. Em 12 de dezembro de 2018, o Rio Grande Valley Vipers da G-League anunciou via Twitter que havia readquirido Payton.

### Washington Wizards (2019)
Em 21 de janeiro de 2019, Payton assinou um contrato de 10 dias com o Washington Wizards e fez sua estreia em 22 de janeiro em uma vitória de 101–87 sobre o Detroit Pistons, mas não recebeu uma oferta de um segundo contrato de 10 dias.

### Terceira passagem pelos Vipers (2019)
Em 2 de fevereiro, o Rio Grande Valley Vipers anunciaram que haviam readquirido Payton.

### South Bay Lakers (2019)
Em 24 de outubro de 2019, o Canton Charge adquiriu Payton em troca de Jaron Blossomgame. Em 26 de outubro de 2019, Payton foi negociado com o South Bay Lakers em troca de Sheldon Mac e Robert Heyer.

### Retorno a Washington (2019–2020)
Em 23 de dezembro de 2019, Payton assinou com o Washington Wizards.

### Raptors 905 (2021)
Em 11 de janeiro de 2021, Payton foi selecionado pelo Raptors 905 como a 15º escolha geral no draft da G League, onde teve médias de 10,8 pontos, 5,6 rebotes, 2,6 assistências e 2,5 roubos de bola em 21,9 minutos. No final da temporada encurtada, ele foi nomeado o Jogador Defensivo do Ano da G-League de 2021.

### Golden State Warriors (2021–2022)
Em 8 de abril de 2021, Payton assinou um contrato de 10 dias com o Golden State Warriors. Em 19 de abril, ele assinou um segundo contrato de 10 dias e em 16 de maio, ele foi contratado pelo resto da temporada e pela próxima temporada.
Payton foi dispensado pouco antes do início da temporada de 2021–22, mas foi recontratado pelos Warriors em 19 de outubro após ter sido dispensado. Payton teve uma temporada de destaque e foi titular nos dois primeiros jogos das semifinais da Conferência Oeste contra o Memphis Grizzlies. No Jogo 2, ele fraturou o cotovelo esquerdo quando subiu para uma bandeja.
No Jogo 5 das Finais, Payton registrou 15 pontos, cinco rebotes e três roubos de bola em uma vitória de 104–94 sobre o Boston Celtics. Os Warriors venceram o Jogo 6, onde Payton desempenhou um papel defensivo importante, e ele ganhou seu primeiro título da NBA. Ele e seu pai se tornaram a quinta dupla de pai-filho a ganhar um título da NBA, com uma das outras duplas incluindo o companheiro de equipe de Payton, Klay Thompson, e seu pai, Mychal.

### Portland Trail Blazers (2022–2023)
Em 6 de julho de 2022, Payton assinou um contrato de três anos e US$ 28 milhões com o Portland Trail Blazers. Ele passou por uma cirurgia no músculo central na offseason, que o deixou afastado por meses. 
Em 2 de janeiro de 2023, Payton fez sua estreia nos Blazers, registrando sete pontos, quatro assistências, dois rebotes e um roubo de bola em uma vitória de 135–106 sobre o Detroit Pistons.

### Retorno ao Golden State (2023–Presente)
Em 9 de fevereiro de 2023, Payton foi negociado de volta para o Golden State Warriors em uma troca de quatro times que também envolveu o Atlanta Hawks e o Detroit Pistons.
Em 26 de março, ele fez sua estreia contra o Minnesota Timberwolves. Em 6 de março de 2024, Payton ultrapassou 1.000 pontos na carreira contra o Milwaukee Bucks na vitória por 125–90.

## Estatísticas da carreira

### NBA
| † | Campeão da NBA |

Temporada Regular
| Ano      | Equipe     | PJ  | PT | MPJ  | AP   | 3P   | LL    | RT  | AS  | BR  | TO  | PPJ |
| -------- | ---------- | --- | -- | ---- | ---- | ---- | ----- | --- | --- | --- | --- | --- |
| 2016–17  | Milwaukee  | 6   | 0  | 16.5 | .364 | .111 | .600  | 2.0 | 2.2 | 0.5 | 0.7 | 3.3 |
| 2017–18  | Milwaukee  | 12  | 6  | 8.8  | .394 | .167 | .667  | 1.4 | 0.8 | 0.3 | 0.1 | 2.5 |
| 2017–18  | LA Lakers  | 11  | 0  | 10.5 | .415 | .308 | .167  | 2.5 | 1.1 | 0.4 | 0.2 | 3.5 |
| 2018–19  | Washington | 3   | 0  | 5.3  | .625 | .500 | —     | 0.7 | 1.3 | 1.0 | 0.3 | 3.7 |
| 2019–20  | Washington | 29  | 17 | 14.9 | .414 | .283 | .500  | 2.8 | 1.7 | 1.1 | 0.2 | 3.9 |
| 2020–21  | Warriors   | 10  | 0  | 4.0  | .769 | .500 | .750  | 1.1 | 0.1 | 0.6 | 0.1 | 2.5 |
| 2021–22  | Warriors†  | 71  | 16 | 17.6 | .616 | .358 | .603  | 3.5 | 0.9 | 1.4 | 0.3 | 7.1 |
| 2022–23  | Portland   | 15  | 1  | 17.0 | .585 | .529 | 1.000 | 2.6 | 1.5 | 1.1 | 0.1 | 4.1 |
| 2022–23  | Warriors   | 7   | 0  | 16.0 | .607 | .444 | .667  | 4.3 | 1.1 | 0.9 | 0.6 | 5.7 |
| 2023–24  | Warriors   | 44  | 0  | 15.5 | .563 | .364 | .609  | 2.6 | 1.1 | 0.9 | 0.4 | 5.5 |
| 2024-25  | Warriors   | 62  | 11 | 15.0 | .574 | .326 | .711  | 3.0 | 1.3 | 0.8 | 0.3 | 6.5 |
| Carreira | Carreira   | 270 | 51 | 14.9 | .557 | .340 | .625  | 2.8 | 1.2 | 1.0 | 0.3 | 5.5 |

Play-in
| Ano  | Equipe   | PJ | PT | MPJ  | AP   | 3P   | LL | RT  | AS  | BR  | TO  | PPJ  |
| ---- | -------- | -- | -- | ---- | ---- | ---- | -- | --- | --- | --- | --- | ---- |
| 2025 | Warriors | 1  | 0  | 19.9 | .500 | .333 | —  | 2.0 | 1.0 | 1.0 | 1.0 | 12.0 |

Playoffs
| Ano      | Equipe    | PJ | PT | MPJ  | AP   | 3P   | LL   | RT  | AS  | BR  | TO  | PPJ |
| -------- | --------- | -- | -- | ---- | ---- | ---- | ---- | --- | --- | --- | --- | --- |
| 2022     | Warriors† | 12 | 2  | 16.9 | .659 | .533 | .667 | 3.1 | 1.3 | 1.2 | 0.6 | 6.5 |
| 2023     | Warriors  | 12 | 3  | 16.0 | .667 | .267 | .667 | 3.7 | 0.8 | 0.7 | 0.5 | 6.8 |
| 2025     | Warriors  | 11 | 1  | 16.4 | .447 | .391 | —    | 2.2 | 1.5 | 0.9 | 0.0 | 4.6 |
| Carreira | Carreira  | 35 | 6  | 16.4 | .593 | .396 | .667 | 3.0 | 1.2 | 0.9 | 0.4 | 6.0 |

### Universidade
| Ano      | Equipe       | PJ | PT | MPJ  | AP   | 3P   | LL   | RT  | AS  | BR  | TO  | PPJ  |
| -------- | ------------ | -- | -- | ---- | ---- | ---- | ---- | --- | --- | --- | --- | ---- |
| 2014–15  | Oregon State | 31 | 30 | 36.3 | .485 | .293 | .663 | 7.5 | 3.2 | 3.1 | 1.2 | 13.4 |
| 2015–16  | Oregon State | 32 | 32 | 34.3 | .486 | .314 | .642 | 7.8 | 5.0 | 2.5 | .5  | 16.0 |
| Carreira | Carreira     | 63 | 62 | 35.3 | .485 | .303 | .652 | 7.6 | 4.1 | 2.8 | .8  | 14.7 |

## Prêmios e Homenagens
- National Basketball Association:
  - Campeão da NBA: 2022;
  - NBA Community Assist Award: 2022;